# Suzanne Clément
Suzanne Clément (Montreal, 12 mei 1969) is een Canadees actrice.

## Biografie
Suzanne Clément werd in 1969 geboren in Montreal en studeerde in 1993 af aan het Conservatoire d'art dramatique de Montréal. In 1982 had Clément op 13-jarige leeftijd al een hoofdrol in de zesdelige televisieserie Les Transistors, uitgezonden op Télévision de Radio-Canada. In 1990 en 1991 was Clément te zien in de videoclips Prendre le temps en Goodbye my love van de Canadese zanger Léandre Éthier. Van 1992 tot 1996 speelde ze de rol van Isabelle Bélanger in de Canadese jeugdserie Watatatow. Clément is vooral bekend als hoofdrolspeelster in de komische televisieserie Les Hauts et les Bas de Sophie Paquin van 2006 tot 2009 waarvoor ze verscheidene Gémeau-prijzen in ontvangst mocht nemen. Op het filmfestival van Cannes 2012 werd ze bekroond als beste actrice in de sectie Un certain regard voor haar rol in de film Laurence Anyways van Xavier Dolan. Clément ontving ook verschillende prijzen voor haar rol in de film Mommy uit 2014, eveneens van Xavier Dolan. Van 2012 tot 2013 speelde ze in de populaire Canadese televisieserie Unité 9 en in 2017 was ze onder andere te zien in het tweede seizoen van de Frans-Canadese televisieserie Versailles en in de Frans-Belgische televisieserie La Fôret.

## Filmografie

### Films
- 2018 - Le Jeu - Charlotte
- 2017 - Des plans sur la comète - Michèle
- 2017: Le Sens de la fête - Josiane
- 2017: Numéro Une
- 2017: Le Rire de ma mère - Marie
- 2017: Espèces menacées
- 2016: Guibord s'en va-t-en guerre - Suzanne Guibord
- 2016: La Taularde - Anita Lopes
- 2016: Early Winter - Mandy
- 2015: Les Premiers, les Derniers - Clara
- 2014: Mommy - Kyla
- 2014: À la vie - Rose
- 2013: Amsterdam
- 2012: Laurence Anyways - Frédérique
- 2010: Tromper le silence - Viviane Langevin
- 2010: Y'en aura pas de facile - Kristina
- 2009: J'ai tué ma mère - Julie Cloutier
- 2008: C'est pas moi, je le jure! - Madeleine Doré, la mère
- 2007: Express (kortfilm) - Louise Stevens
- 2006: La Brunante - Zoé
- 2005: L'Audition - Suzie
- 2001: Foie de canard et cœur de femme - Hélène
- 1999: Opération Tango - Nicou Langlois
- 1999: Atomic Sake - Véronique
- 1999: Quand je serai parti... vous vivrez encore - Angèle Bouchard
- 1998: Viens dehors! - Marie
- 1998: 2 secondes - La Bella
- 1995: Le Confessionnal - Rachel

### Televisie
- 2020: Vampires - Martha (Netflix)
- 2017: Versailles - Madame Agathe
- 2017: La Forêt - Virginie Musso
- 2012 - 2013: Unité 9 - Shandy Galarneau
- 2010 - 2012: Les Rescapés - Consuela
- 2010: Providence - Myriam Dagenais
- 2006 - 2009: Les Hauts et les Bas de Sophie Paquin - Sophie Paquin
- 2005: Cover Girl - Camille Langlois
- 2005: Trudeau II: Maverick in the Making - Mercédès
- 2004: Smash - Natacha, la blonde de François
- 2002: Jean Duceppe- Helene Rowley
- 2001: La Vie, la vie - Valérie
- 2000: L'Ombre de l'épervier - Louise Beaupré
- 1999: Histoires de filles - Claudie
- 1997: Sous le signe du lion - Martine Julien
- 1995: Les Machos - Geneviève Bordeleau
- 1992 - 1996: Watatatow - Isabelle Bélanger
- 1982: Les Transistors - Julie

## Prijzen en nominaties
De belangrijkste:
| Jaar | Prijs                               | Categorie                                     | Film                                               | Uitslag     |
| ---- | ----------------------------------- | --------------------------------------------- | -------------------------------------------------- | ----------- |
| 2015 | Vancouver Film Critics Circle Award | Beste vrouwelijke bijrol in een Canadese film | Mommy                                              | Gewonnen    |
| 2015 | Canadian Screen Awards              | Beste vrouwelijke bijrol                      | Mommy                                              | Gewonnen    |
| 2012 | Filmfestival van Cannes             | Beste actrice – Un certain regard             | Laurence Anyways                                   | Gewonnen    |
| 2009 | Vancouver Film Critics Circle Award | Beste vrouwelijke bijrol in een Canadese film | C'est pas moi, je le jure!                         | Gewonnen    |
| 2009 | Prix Gémeau                         | Beste actrice – komedie                       | Les Hauts et les Bas de Sophie Paquin, episode #27 | Genomineerd |
| 2008 | Prix Gémeau                         | Beste actrice – komedie                       | Les Hauts et les Bas de Sophie Paquin, episode #16 | Gewonnen    |
| 2007 | Prix Gémeau                         | Beste actrice – komedie                       | Les Hauts et les Bas de Sophie Paquin, episode #1  | Gewonnen    |